# フィリピンの歴史 (1898年-1946年)
1898年から1946年までのフィリピンの歴史は、アメリカ植民地期と呼ばれる。これは、フィリピンが依然としてスペイン領東インドの植民地であった1898年4月の米西戦争勃発に始まり、アメリカ合衆国が1946年7月4日にフィリピン共和国の独立を正式に承認するまでを指す。
1898年12月10日のパリ条約調印によりスペインはフィリピンをアメリカ合衆国に割譲した。暫定フィリピン諸島米国軍政府は米比戦争で特徴付けられる大きな政治的動乱の時代を経験した。
1901年初頭に初代総督を務めたウィリアム・タフトと共に軍政が民政（フィリピン諸島政府）に移行した。重要な国際的な一連の国家の承認を欠く反乱政府も1898年から1904年にかけて存在した。
1934年のフィリピン独立法可決に続き1935年にフィリピン大統領選挙が行われた。マニュエル・ケソンが選出され、1935年11月15日に第2代フィリピン大統領に就任した。島民政府は解消され、1946年のフィリピンの完全な独立成就に向けた準備を行う移行政府であろうとしたフィリピン・コモンウェルスが存在することになった。
第二次世界大戦で1941年に日本が侵攻し続いてフィリピンを占領するとアメリカ合衆国とフィリピン・コモンウェルス軍は、日本が1945年8月15日に降伏したことに気付かない日本軍と合意を得るのに更に時間を要しながら日本の降伏後にフィリピンの奪回を完了した。

## フィリピン独立革命と米西戦争

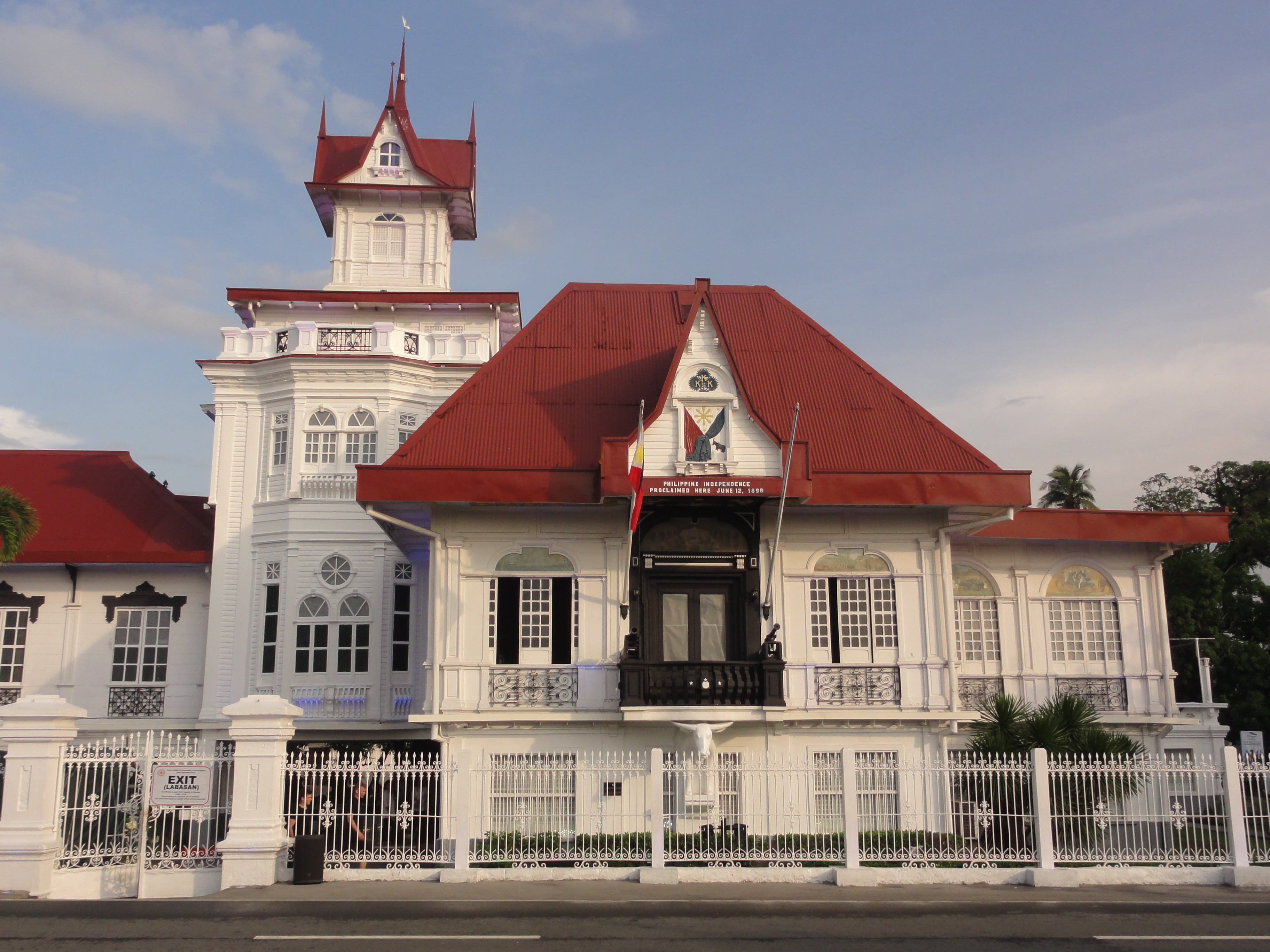
フィリピンの国旗がスペインからの独立宣言の際に掲げられたアギナルド記念館

フィリピン独立革命は1896年8月に始まり、1897年12月15日に調印されたスペインの植民地総督フェルナンド・プリモ・デ・リベラと革命指導者エミリオ・アギナルドの間の停戦であるビアクナバト条約と共に終わった。条約ではアギナルドと民兵に降伏を求めていた。他の革命指導者は反乱軍政府が香港に亡命することに同意する見返りにスペイン政府から恩赦と金銭の補償を与えられた。
アメリカ合衆国から要求されたようなキューバの自発的な社会改革に従事するのにスペインが失敗したことが米西戦争の基本的な原因であった。アメリカの注意は、ハバナ港で1898年2月15日にアメリカの戦艦を沈没させた謎めいた爆発事件後の問題に向いていた。民主党や一部の資本家からの公然の政治的圧力が戦争に向けて強まったために、アメリカ合衆国議会は1898年4月19日に渋る共和党大統領ウィリアム・マッキンリーにスペインに最後通牒を出させた。スペインはヨーロッパで外交的支援がないことに気付いたが、宣戦布告しアメリカは4月25日に宣戦布告して続いた。
セオドア・ルーズベルトは当時海軍省副長官であったがアメリカ海軍アジア艦隊を指揮するジョージ・デューイ提督に命令した。「香港への・・・艦隊命令。十分な石炭を保て。スペインへの宣戦布告の暁には諸君の任務はスペインの艦隊がアジアの沿岸を離れられないようにすることであり、フィリピン群島での攻撃任務である。」デューイの艦隊は4月27日にフィリピンに向けて出港し、4月30日の夕方にマニラ湾に到着した。

### マニラ湾海戦

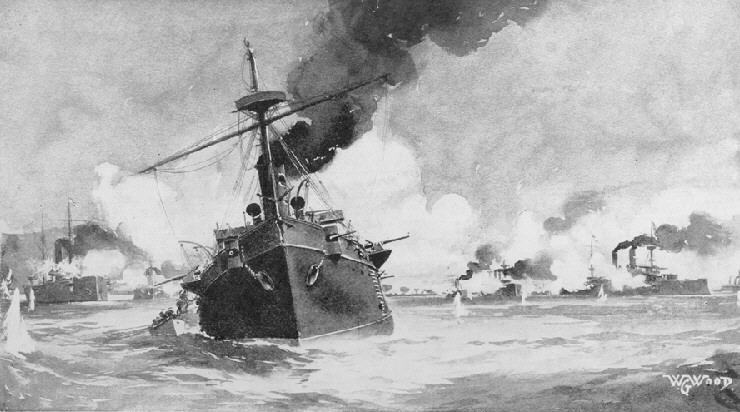
マニラ湾海戦

マニラ湾海戦は1898年5月1日に行われた。数時間の戦闘でデューイ提督の艦隊はパトリシオ・モントホ・イ・パサローン将軍が指揮するスペインの艦隊を破った。アメリカ合衆国の艦隊は、カヴィテ州の工廠や海軍工場を占領した。デューイはワシントンに電報を打ち、マニラ湾を支配しているがマニラ自体を奪取するには追加で5000人が必要だと述べた。

### 陸上作戦に向けたアメリカ合衆国の準備
最初の交戦でデューイが勝利したことの思いがけない敏捷さと完璧さは、マッキンリー政権にスペインからマニラを奪取する決定に駆り立てた。アメリカ陸軍はフィリピンに展開する準備として第8軍団（ウェズリー・メリット少将の指揮下で10844名を含むことになる部隊）を招集し始めた。
第8軍団の部隊が到着するのを待つ間にデューイはアギナルドをフィリピンに運ぶために、香港にカッターのアメリカ合衆国密輸監視船マッカロック号を派遣した。
アギナルドは5月19日に到着し、デューイと短時間面会すると、スペインに対する革命活動を再開した。5月24日、アギナルドは正当に選出された大統領に賛成して辞職すると言いながら、フィリピン全軍の司令官に就任し自身が独裁者として独裁政府を創設するつもりであるとする宣言を発した。
大衆の歓喜がアギナルドの帰還を祝賀した。多くの下士官がアギナルドの指揮に加わるために地元のスペイン軍から敵前逃亡し、スペインに対するフィリピン革命が再開した。ラグナ州やバタンガス州、ブラカン州、ヌエヴァ・エシハ州、バターン州、タヤバス州（現在のケソン州）、カマリネス州ような一部の州全体同様にイムスやバコール、パラニャーケ、ラスピニャス、モロング、マカベベ、サンフェルナンドのような多くの都市が解放され、カヴィテのダライカンの港が確保された。
アメリカ軍の最初の分遣隊が6月30日に第8軍団第2師団師団長トーマス・マッカーサー・アンダーソン准将の指揮の下到着した（この時代のアメリカ合衆国の師団や旅団の番号は、陸軍を通じて特有のものではなかった）。アンダーソン将軍はアギナルドにスペイン軍に対する軍事作戦に対する協力を求める手紙を書いた。アギナルドはアンダーソン将軍に対して友好的な心情に礼を述べながら軍事協力については何も言わずに回答した。アンダーソン将軍は要請を繰り返さなかった。
第8軍団の第2師団と第2旅団がフランシス・V・グリーン准将の指揮の下に7月17日に到着した。メリット少将（フィリピン遠征隊最高指揮官）と参謀は、7月25日にカヴィテに到着した。第8軍団第2師団第1旅団はアーサー・マッカーサー准将の指揮の下に7月30日に到着した。

### フィリピンの独立宣言
1898年6月12日、アギナルドはカビテエルビエホの自宅でフィリピンの独立を宣言した。アンブロシオ・リアンサレス・バウティスタはフィリピン独立宣言を書き、この日アギナルドの自宅でこのスペイン語の文書を読み上げた。6月18日、アギナルドは正式に独裁政府を創設する布告を発した。6月23日、アギナルドは今度は独裁政府を革命政府に置き換える（更には自身を大統領に任命する）もう一つの布告を発した。
1899年に遡及法的に書きながら、アメリカ合衆国領事E・スペンサー・プラットが「アメリカ合衆国は少なくともアメリカ合衆国海軍の保護の下にフィリピンの独立を承認する」と口頭で保証したと主張した。プラットからアメリカ合衆国国務長官ウィリアム・デイへの4月28日の伝言では、アギナルドが協力することになる独立やいかなる条件についての言及はなかった。7月28日の通信では、行動の起こり得る矛盾を妨げながら、フィリピンの占領と統治を容易にする目的の概念と共にアメリカ合衆国に関する約束はアギナルドに対してなかったとプラットは述べた。6月16日、プラットにアメリカ合衆国政府のために協定を結ぶ権限のないとする注意と共にデイ長官はプラット領事に権限のない交渉は無効であるとする指示のある電報を打った。フィリピンの学者マクシモ・カローは、「しかし主要な事実の幾つかは全く明らかであるようである。アギナルドはフィリピンの協力を考慮してアメリカ合衆国がフィリピン群島に対してその尊厳を拡張し従って嘗てのスペインの支配に代わって新しい支配者が介入することを理解していなかった。事実は当時誰も戦争の終わりがアメリカ合衆国によるフィリピンの保持に終わるとは考えていなかったことであった。」と1927年に書いた。

### アメリカ合衆国と革命軍の間の緊張
７月15日、アギナルドは文政を想定した3つの基本布告を発布した。アメリカの将軍は、アメリカ軍への供給を抑えたアギナルドがアメリカの助力なしにマニラを奪取するつもりでアメリカ軍の動きをスペイン側に伝える一方で秘かにスペイン当局と交渉しているのではないかと疑った。アギナルドは文書で最初に連絡することなくフィリピンが占領した場所にアメリカ軍が上陸すべきではないと警告し、到着するアメリカ軍に十分な補給を要請しなかった。
6月までにアメリカ合衆国軍とフィリピン軍は、城塞都市イントラムロスを除くフィリピン群島の殆どを支配下に置いた。デューイ将軍とメリット将軍は、フェールミン・ハーウデネス総督代理と共に無血開城することができた。交渉に当たった者達は、スペイン軍がアメリカ軍に敗れる偽の戦いを企てる秘密協定を結んだが、フィリピン軍は入城することを認めなかった。スペインもフィリピン軍にイントラムロスを明け渡しかねない恥から逃れた一方で、この計画は双方に不必要な負傷者を出す危険性を最小化した。

### アメリカ合衆国とスペインの間の平和条約議定書
1898年8月12日、ニューヨーク・タイムズは両国間の戦闘を延期する平和条約議定書が同日午後に米西間でワシントンで署名されたと報じた。完成した議定書は、11月5日まで公にされなかったが、第3条には「フィリピンの支配、譲渡及び政治を決定するアメリカ合衆国は、平和条約が締結されるまでマニラの都市、湾及び港を占領し保持する」とあった。この合意が締結されると、アメリカ合衆国マッキンリー大統領はスペインとの戦闘を延期すると宣言した。

### マニラ確保

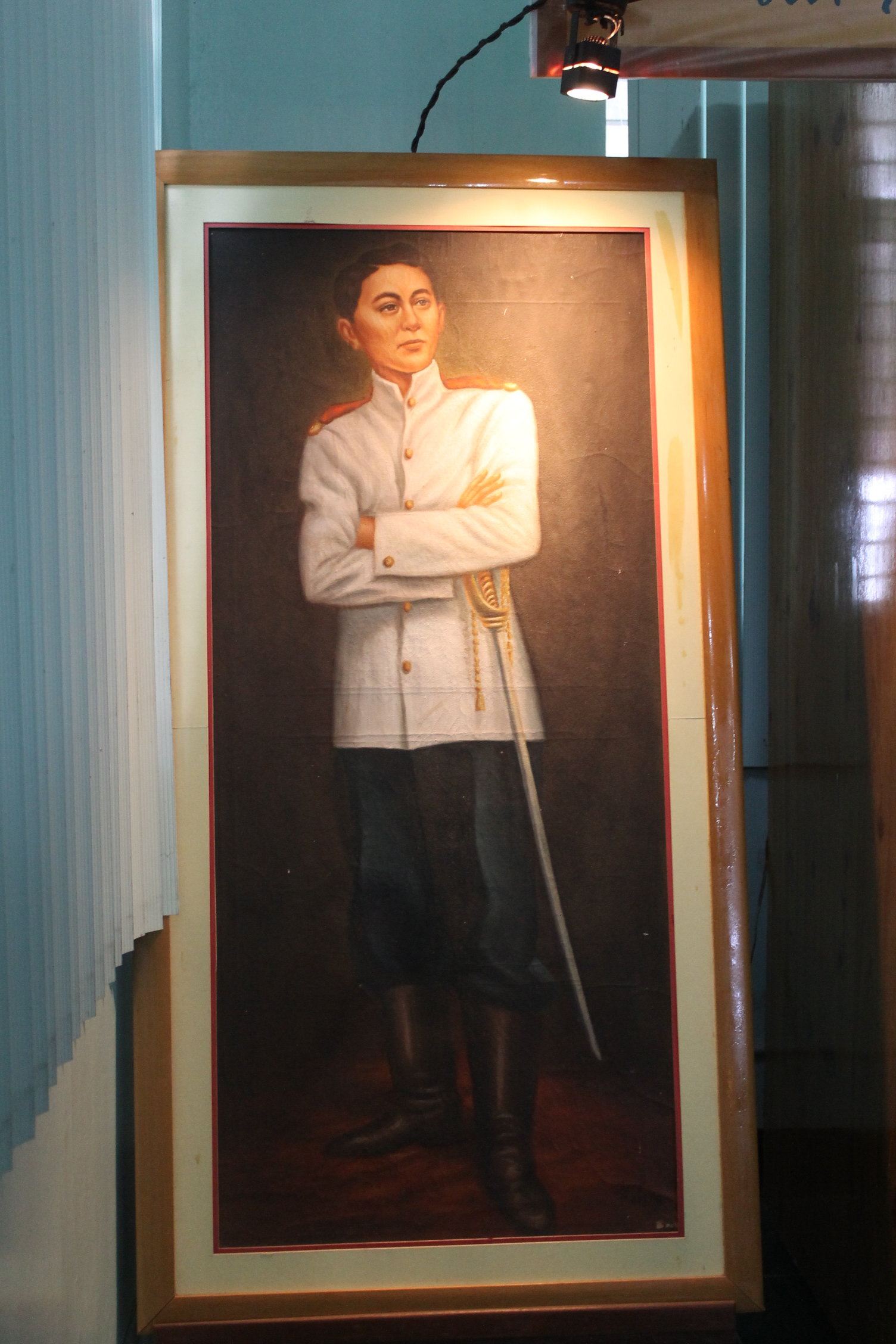
グレゴリオ・デル・ピラール将軍

8月12日の夕方、アメリカはアギナルドに配下の反乱軍がアメリカの許可なくマニラに入城することを禁ずると通告した。8月13日、平和条約議定書が署名されたことを知らずに、アメリカ合衆国軍はマニラのスペイン支配地を強襲し確保した。計画は偽の戦闘と簡単な降伏であったとはいえ、反乱軍は一部のアメリカ兵が死傷するスペインとの対峙に繋がる独自の攻撃を行った。スペイン軍は正式にアメリカ合衆国軍にマニラを明け渡した。
占領したマニラ市の一部で波乱軍による略奪があった。アギナルドはマニラ市を共同して占領することを要求したが、アメリカ合衆国の指揮官は、アギナルドが軍をマニラから撤退させることを強要した。メリット将軍はマニラが明け渡された3日後の8月16日に8月12日の平和条約議定書の知らせを受け取った。デューイ将軍とメリット将軍は、共同して占領することは認められないとしてアメリカ合衆国がマニラを完全に支配すべきとアメリカ合衆国大統領が命ずる8月17日付の電報により知らされた。更に交渉を行い、反乱軍は9月15日にマニラ市から撤退した。
確保したマニラ市にフィリピン軍が入城するのを妨げたアメリカの行動が酷くフィリピン人を憤慨させたためにこの戦いは米比間の協力関係に終止符を打った。

### アメリカ合衆国の軍政
マニラを確保した2日後の1898年8月14日、アメリカ合衆国は軍事長官として活動するメリット将軍と共にフィリピンに軍政を敷いた。軍政期（1898年-1902年）にアメリカ合衆国軍の指揮官はアメリカ軍の最高指揮官としてのアメリカ合衆国大統領権限の下にフィリピンを置いた。文民総督が任命されると、国の一部が制圧され堅固にアメリカの支配下に置かれたためにこの地域の行政責任は文政に移行する手続きが進んだ。
メリット将軍の軍事長官としての後任は、オーティス将軍であり、同様にマッカーサー将軍が引き継いだ。アドナ・チャフィー少将が最後の軍事長官であった。文民総督がフィリピンで行政上の権威に過ぎなくなると、軍事長官の役職は、1902年7月に廃止された。
軍政下でアメリカ式の学校教育制度が導入され、当初は兵士が教師になり、最高裁判所などの文民裁判所や軍法会議が再興され、地方政府が町や州に作られた。最初の地方選挙がバリウアグで1899年5月7日にハロルド・W・ロートン将軍により施行された。

### アメリカ合衆国と反乱軍の衝突
1898年8月25日の米軍と反乱軍のカビテでの衝突でユタ連隊のジョージ・ハドソンが殺され、ウィリアム・アンダーソン伍長が致命傷を負い、第4騎兵隊の兵士4名が軽傷を負った。この衝突でアンダーソン将軍がアギナルドに「両軍が衝突するという非常に深刻な不運を避けるためにカビテから貴殿の衛兵と共に即時撤退することを要求する。貴殿の人民により我が軍の一人が殺され3人が負傷した。この要求は建設的であり、弁明や遅延の入り込む余地はない。」とする手紙を送ることになった。反乱軍内部のやり取りでアポリナリオ・マビニは当初攻撃したことが明らかな者を捜査し罰することを提案した。アギナルドはこれを修正し、「彼は貴殿の兵隊に殺されたのではなく寧ろ貴殿の電報によると向こうは酔っぱらっていたために自身（アメリカ人）により殺されたと言え・・・」と命じた。カビテの反乱軍将校は、当時「部隊の指揮官とその副官の命令により8月24日午後にアメリカ人に対する運動に参加した」軍務記録により報告した。

### フィリピンの選挙、マロロス議会、立憲政府
選挙が6月から9月10日の間に革命政府により行われ、マロロス議会として知られる議会の議席が決まった。1898年9月15日から11月13日の会期にマロロス憲法が採択された。1899年1月21日に公布され、エミリオ・アギナルドを大統領とするフィリピン第一共和国を建国した。

### 米西戦争終結

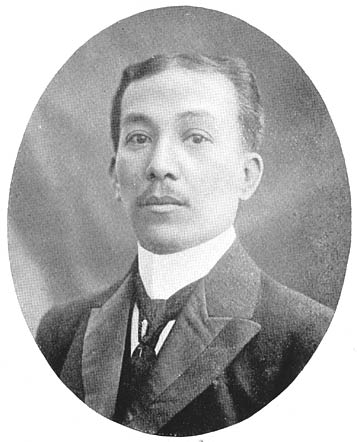
フェリペ・アゴンシリョは米西戦争を終結させるパリ条約に導いたパリでの交渉に当たったフィリピン側代表であった。「フィリピンで最初の傑出した外交官」とされている。

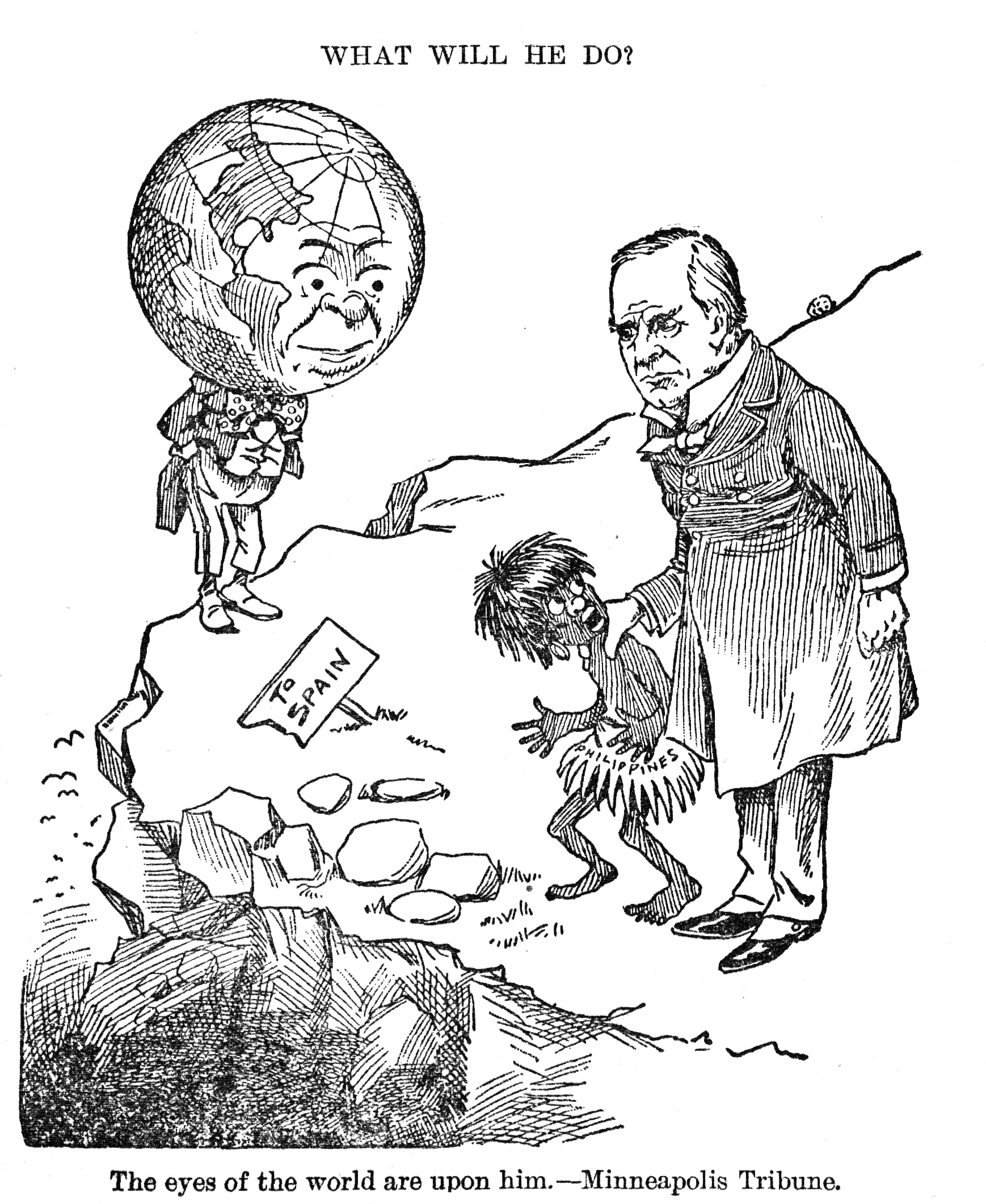
1898年のアメリカ合衆国の政治風刺漫画。世界が見るように先住民の子供で表されたフィリピンを抱えるウィリアム・マッキンリーアメリカ合衆国大統領が見られる。マッキンリーにとっての含意された選択肢は、フィリピンを維持するか風刺漫画が子供を崖から投げ落とすことに準えるスペインに返還するかである。

スペインとの平和交渉に着手したアメリカの使節団の当初の指示は、港や通信連携として使えるルソン島とグアムを求めることだけであった一方で、マッキンリー大統領は後にフィリピン群島全部を要求するよう電報を発した。1898年12月に調印された最終的なパリ条約は、正式に米西戦争を終結させた。その条項には2000万ドルが賠償金として支払われてフィリピン群島のアメリカ合衆国への譲渡があった。この合意はパリ条約で示した地理的な境界の外側にあるスペイン領もアメリカ合衆国に割譲されるとする1900年のワシントン条約を通じて明らかになった。
1898年12月21日、マッキンリー大統領はフィリピンに関して好意的な融合政策を宣言した。この政策は1899年1月4日にフィリピンで発表された。この政策に基づき侵略者というよりは友人であると自身を宣言するよう指示するアメリカ軍と共にフィリピンはアメリカ合衆国の主権の下に置かれることになった。

## 米比戦争（1899年-1902年）

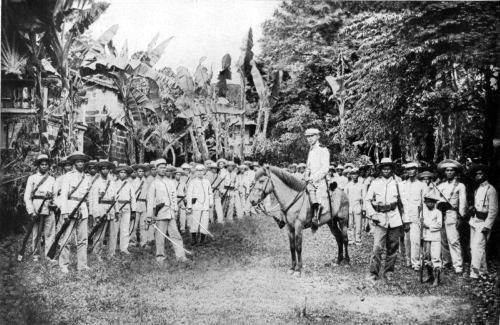
1898年のグレゴリオ・デル・ピラールとデル・ピラール軍

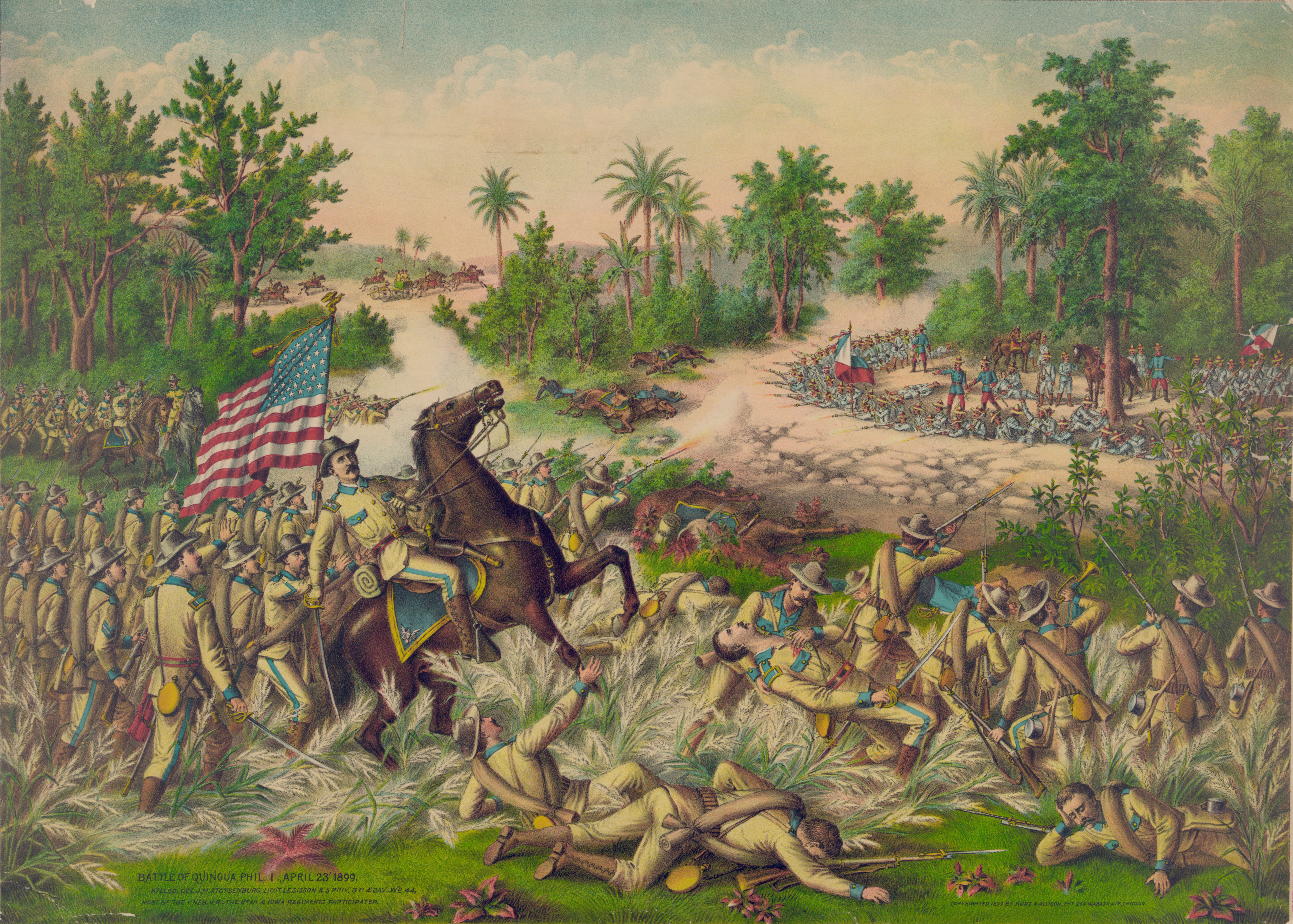
米比戦争中のキングアの戦い（1899年4月23日）

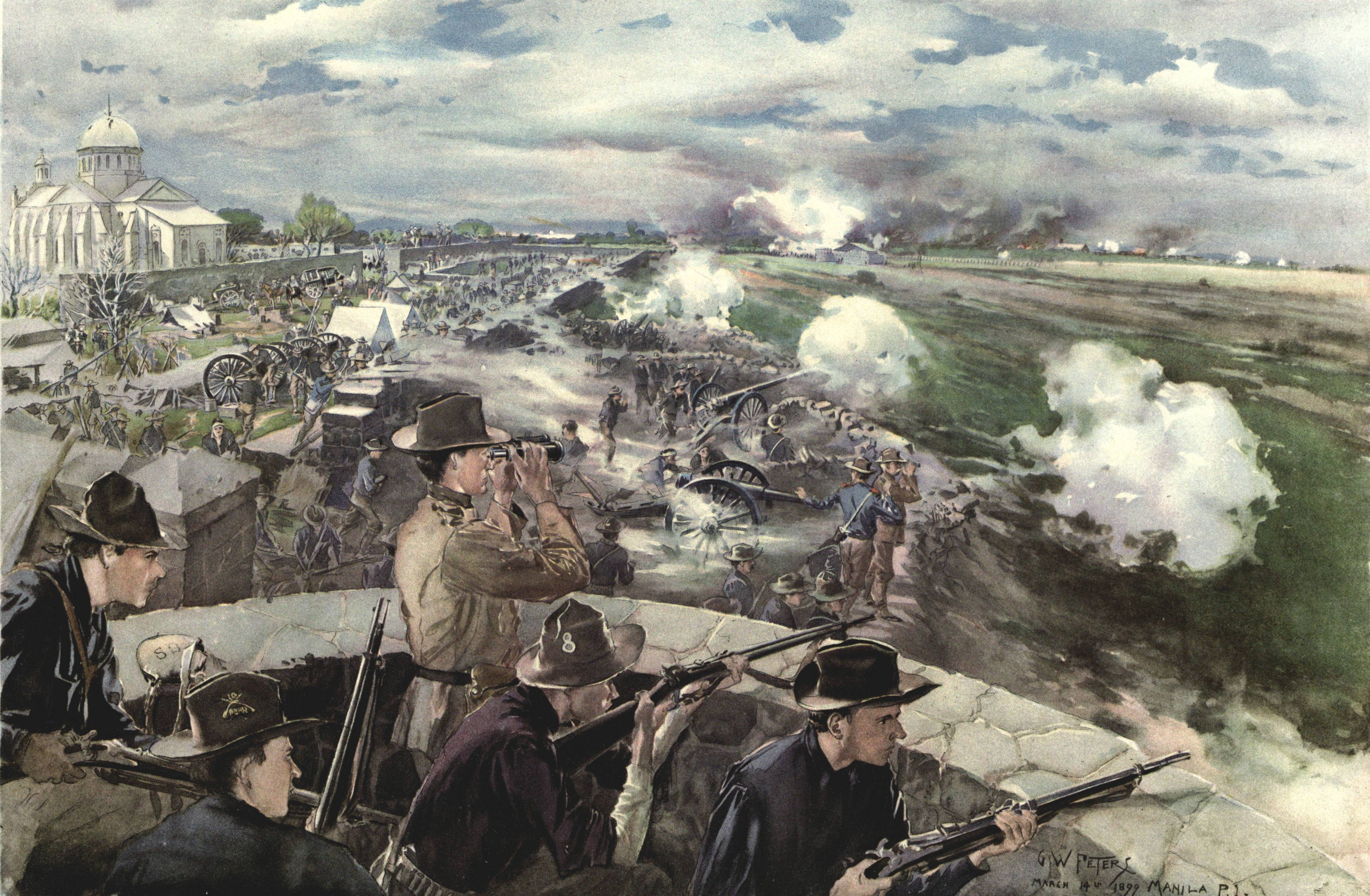
カローカンの前の戦い

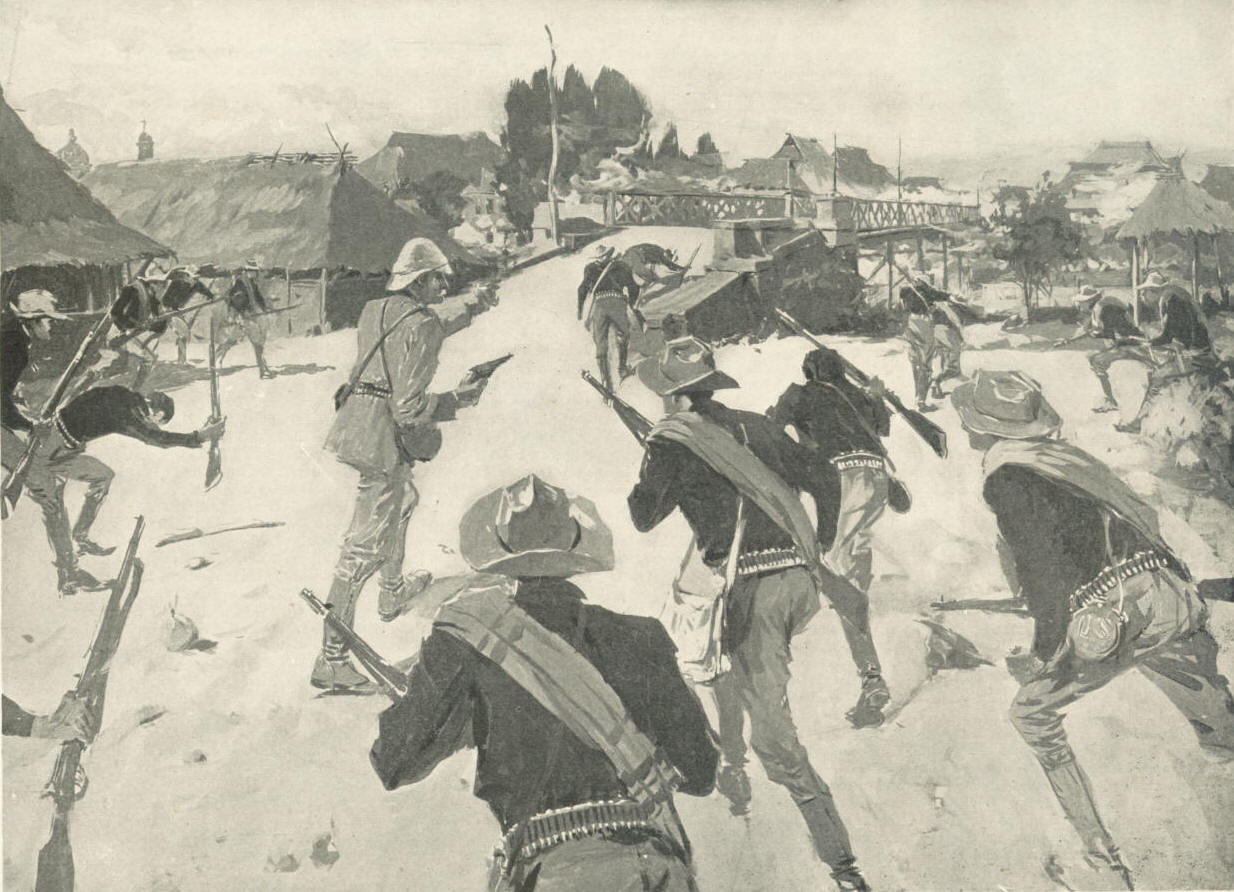
サンタクルスの戦い

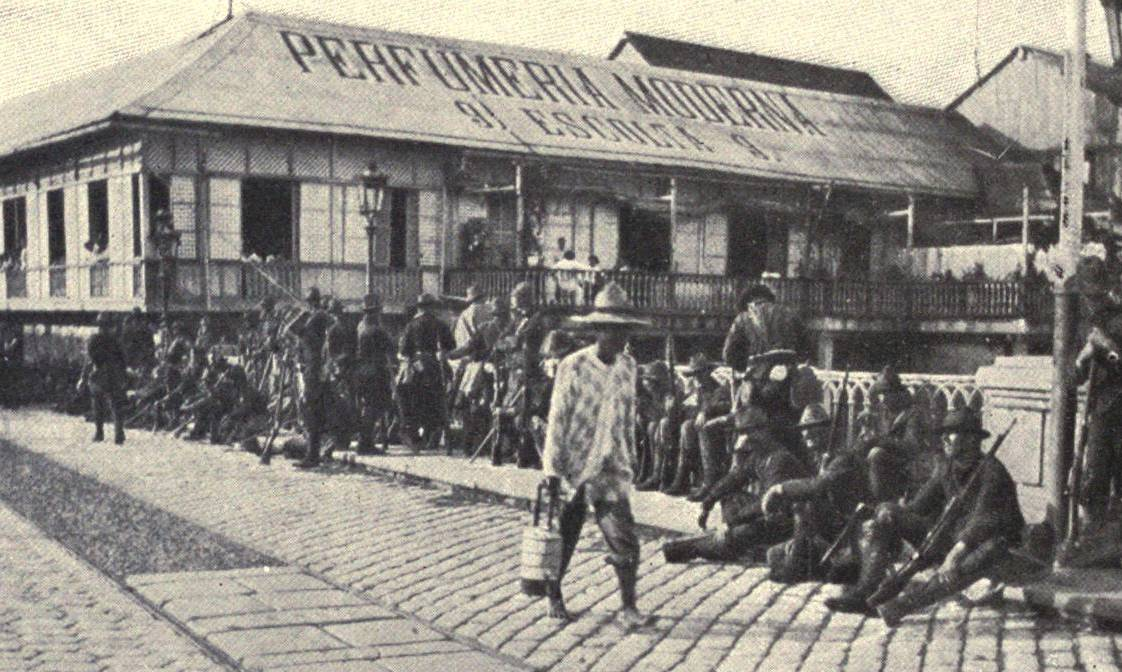
パシッグ川に架かる橋を守るアメリカ軍

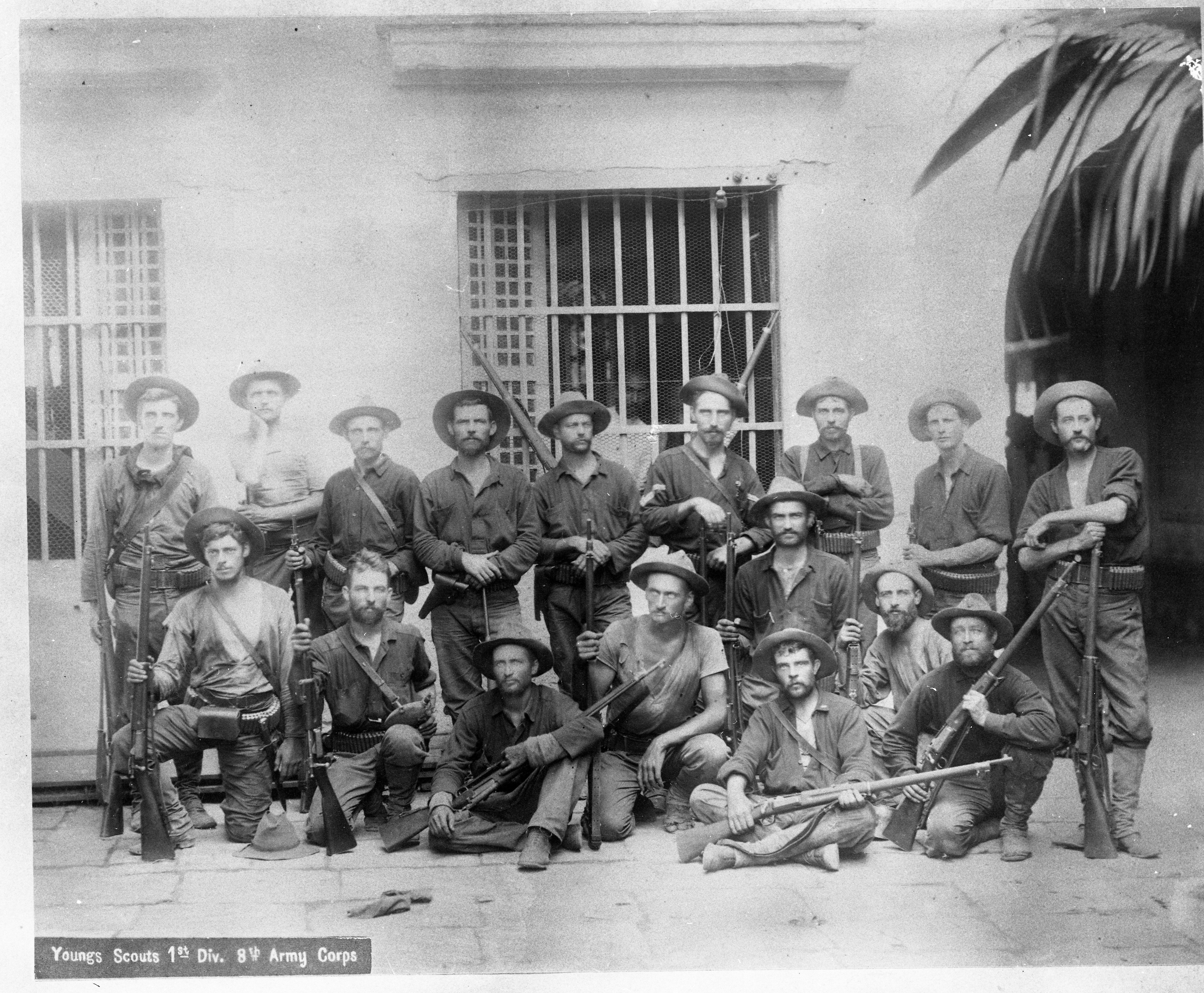
マークス・W・ロバートソン（右から2番目、前列でしゃがんでいる）、リチャード・モーゼズ・ロングフェロー（右から4番目、前列でしゃがんでいる）等のヤングの斥候で、名誉勲章受給者。フィリピンで撮影された写真。

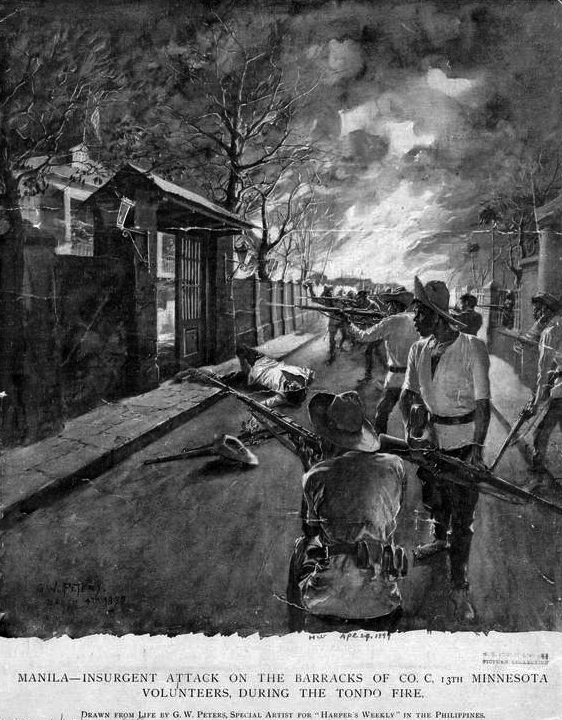
マニラのトンド射撃（1899年）の際のフィリピン軍による第13ミネソタ志願兵C中隊の兵舎攻撃

### 緊張の増大
スペインはアメリカを苦しめる目的で1898年に反乱軍にイロイロ州を譲っていた。1899年1月1日、アメリカ軍が「ルソンの中央政府からの緊急命令」を求めて上陸したと主張する「ビサヤスの連邦政府のロペス大統領」を自称するフィリピン当局者により上陸を拒否されたとの報道がワシントンにもたらされた。1898年12月21日、マッキンリー大統領は好意的な融合宣言を発した。オーティス将軍は1899年1月4日まで発表を遅らせ、抑制の利かない状態で存在する「主権」や「抵抗」、「停止権」という用語の意味を伝えないように編集した修正版を公表した。オーティスには伝えずに戦争省も伝達目的でイロイロ州のマークス・ミラー将軍に好意的な融合宣言の暗号文を送っていた。ミラーは配布目的の物であり政治的に不穏当な個所を削除した文がアギナルドに送られたとは知らずに結局アギナルドに伝わるスペイン語とタガログ語の両方に翻訳されて発表した。変更のない方を受け取りオーティスから受け取った文の変更に気付く前でさえオーティスが自身の肩書を「在フィリピン軍事総督」から「フィリピン軍事総督」に改めたことに憤慨していた。アギナルドはオーティスがワシントンからの権限なしに行った変更の重要性を見失わなかった。
1月5日、アギナルドはアメリカの友情の倫理違反として特にイロイロ州の事件に関して見たものを要約した反対の宣言を発した。宣言ではアメリカによるビサヤスの奪取は戦闘に繋がると述べた。宣言の写しが配布されると、アギナルドは配布されなかった写しの回収を命じ、同日直に「この群島の主権」に対するアメリカの侵害に抵抗する別の宣言を行った。この二つの宣言を武力行使の呼びかけと捉えたオーティスは、アメリカの監視体制を強化し、部隊に警告した。緊迫した雰囲気の中で約4万人のフィリピン人が15日間にマニラを脱出した。
一方でフェリペ・アゴンシリョは外国と条約を交渉する閣僚級全権大使としてフィリピン革命政府により委任されパリでアメリカ合衆国とスペインの交渉に加わることに失敗し、現在はワシントンにいた。1月6日、フィリピンにおける問題を討議するために大統領に面会する要請を提出した。翌日政府は反乱軍と穏やかに合意し戦乱に進まないためにオーティス将軍への伝言がアゴンシリョの知るところとなったことを知り驚きアギナルドに電報を打った。同時にオーティス将軍が「フィリピン軍事総督」と自称することにアギナルドが抵抗することになった。ロンドン、パリ、マドリードのフィリピン委員会と共にアゴンシリョは、フィリピンがアメリカの主権下に置かれることを拒否することを記したアメリカ合衆国への声明を発した。
一人が殺されたイロイロ州でのアメリカの警備隊に対する攻撃の報告は、1月8日にアメリカ合衆国で公表された。1月10日までに反乱軍は攻撃を確かなものにする準備ができていたが、可能ならアメリカ側に最初の一撃を加えさせることを熱望した。戦乱に関して願望を隠すことはなかったが、非友好的な示威行為を増大させ禁断の領域に前線を進めた。このような挑発行為は増援部隊が到着するまでアメリカは延期すると信じるアギナルドの承認があった。1899年1月31日、革命的なフィリピン第一共和国内務大臣テオドロ・サディコは、アメリカとの戦争が今にも起こりそうだとの観点からアギナルド大統領は使用されていない土地は全て人民に食糧を供給する土地にすべきだと指示したとする布告に署名した。

### 戦争

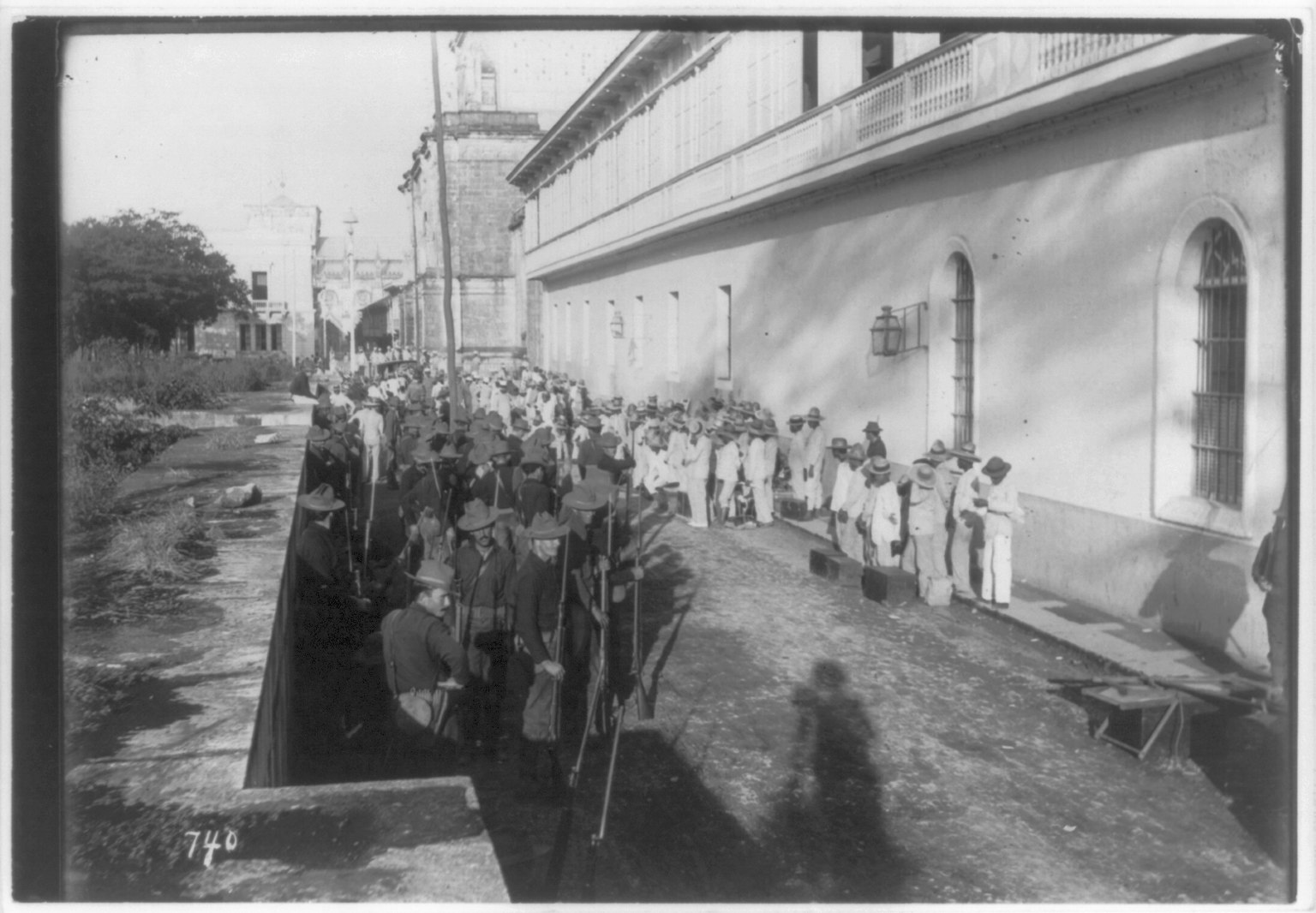
フィリピンマニラ（1899年-）米兵と反乱軍の捕虜

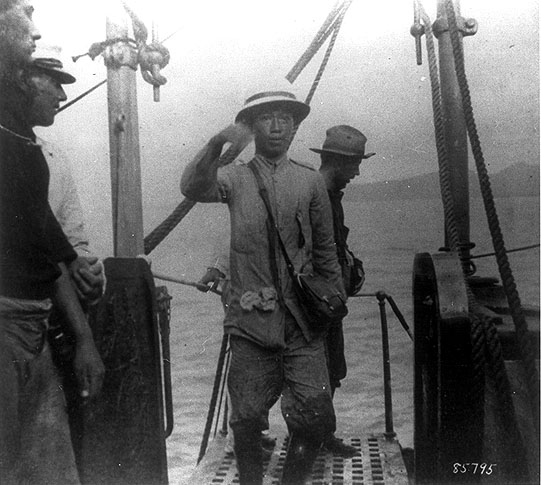
降伏（1900年）後にUSSヴィックスバーグに乗船するエミリオ・アギナルド

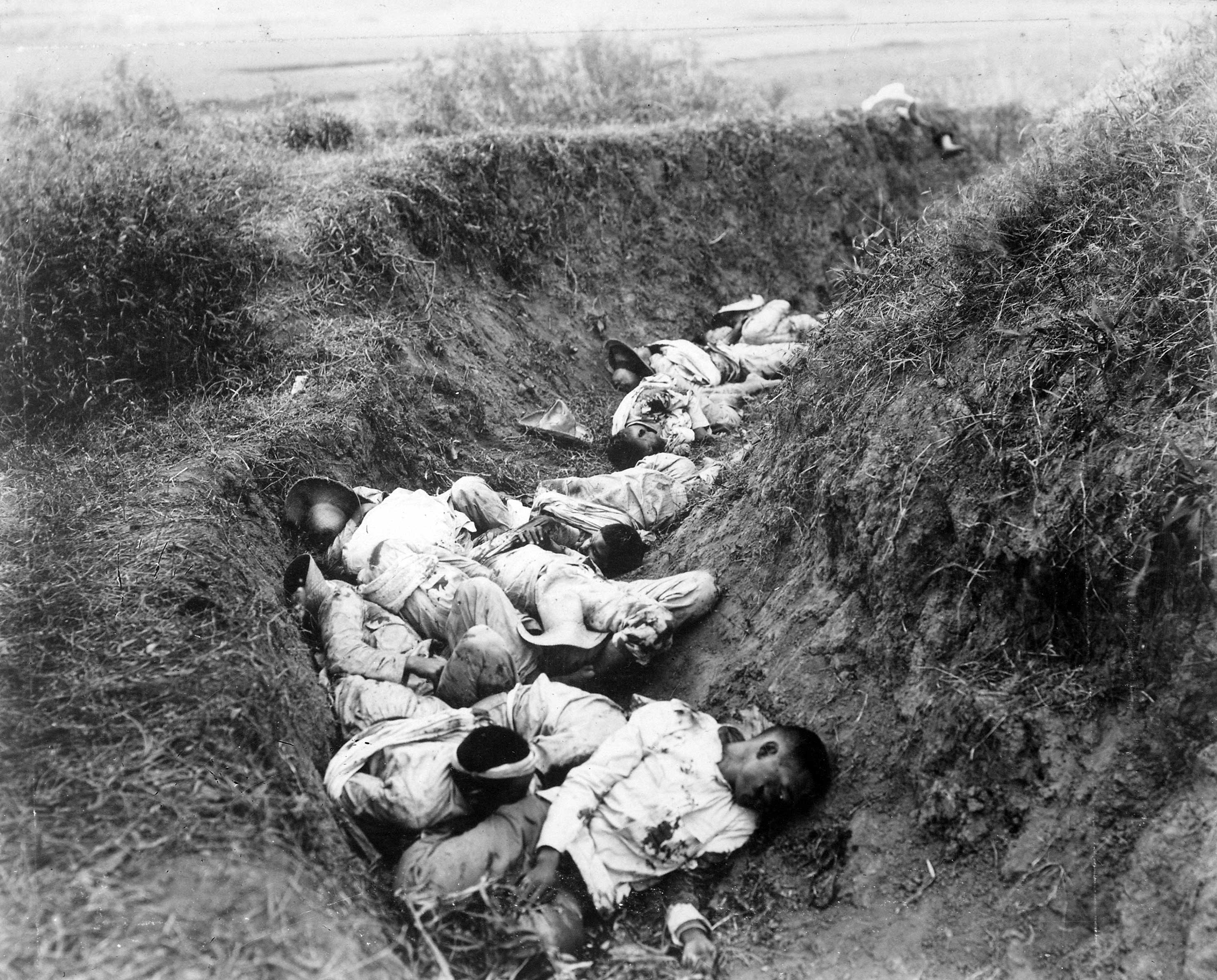
フィリピン人死傷者

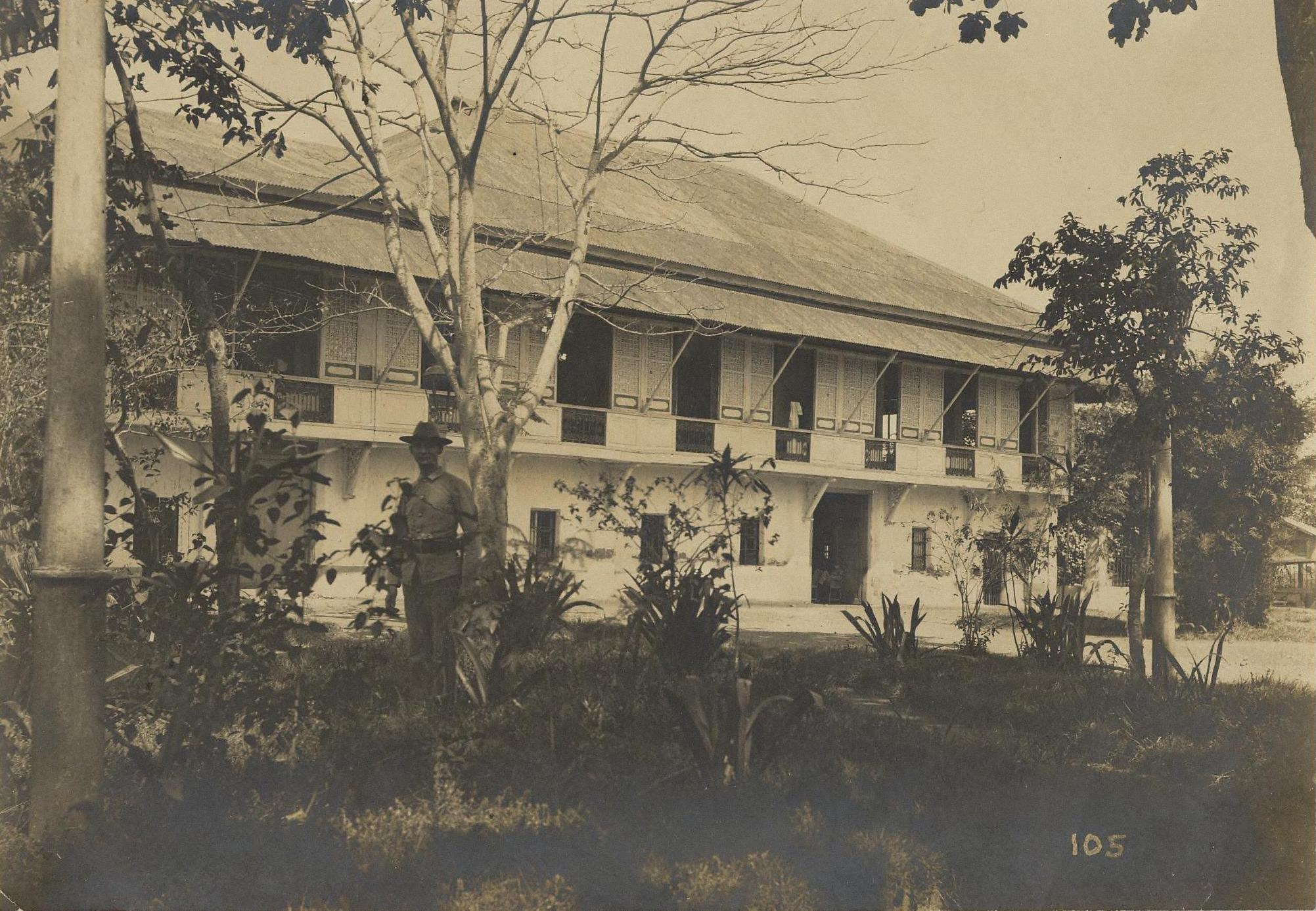
アメリカに捕獲された後のエミリオ・アギナルドのマニラの住居

2月4日の反乱軍巡邏隊とアメリカの前哨基地の間で砲撃が始まったことは、両軍の戦闘のきっかけとなった。後にこの日、アギナルドは「アメリカとの平和で友好的な関係は崩壊し、後者は戦争法により規定される制限において敵として扱われる」と宣言した。1899年6月2日、フィリピン第一共和国はアメリカ合衆国に対し議長ペドロ・パテルノにより同日公に宣言する宣戦布告を発した。
嘗てスペインと戦った時のようにはフィリピン反乱軍は戦場では戦えなかった。アギナルドと暫定政府は、1899年3月31日にマロロスが確保されると逃げ出し、北ルソンに追いやられた。アギナルド内閣の閣僚からの和平の探りは、アメリカの司令官イーウェル・オーティス将軍が無条件降伏を要求した5月に失敗した。1901年、アギナルドは捕らえられ、戦争の終わりを告げるアメリカ合衆国への忠誠を誓わされた。

### 第一次フィリピン委員会

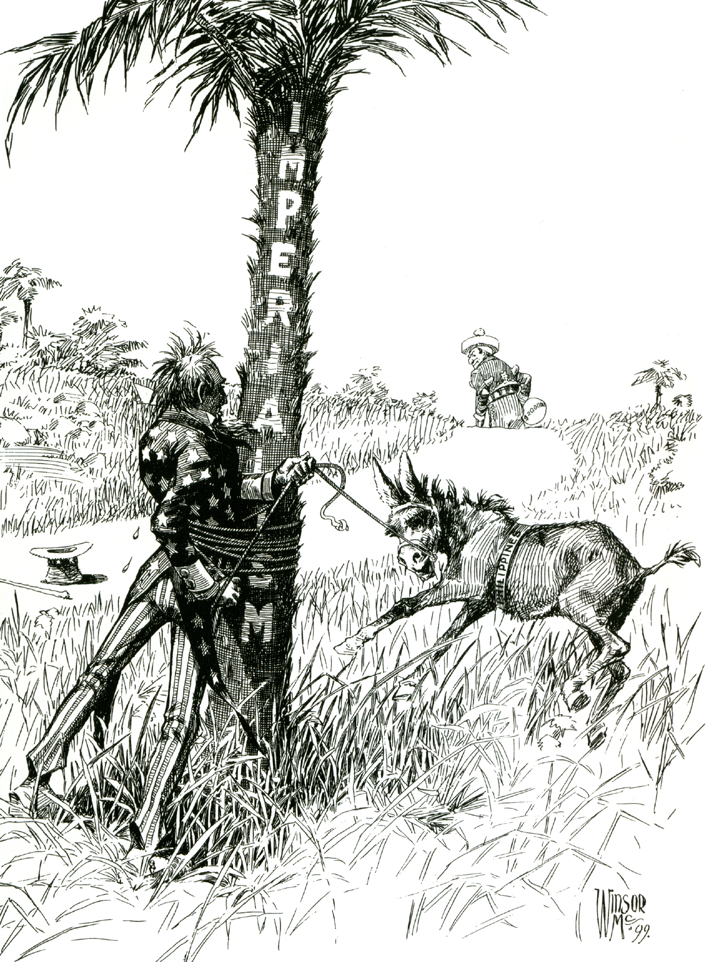
ウィンザー・マッケイによる1899年の政治風刺漫画。スペインを表す人物が「2000万ドル」と書かれた鞄を運びながら地平線に歩き去る一方で、（アメリカ合衆国を表す）アンクル・サムは「フィリピン」書かれた暴れる子騾馬あるいは騾馬を鎮めようとして「帝国主義」と書かれた木の周りに綱を絡めている。

マッキンリー大統領は1899年1月20日にフィリピン群島の状態を調査し勧告する5人を任命していた。フィリピン委員会の文民委員3人がアメリカ合衆国軍とフィリピン革命軍の軍事衝突を始めたマニラの戦いから1か月後の1899年3月4日にマニラに到着した。
革命軍代表との4月の会談の後で委員会は特別な計画を要請するマッキンリーからの権限を要請した。マッキンリーは「大統領から任命された総督や総督から任命された内閣、人民から選出された総合助言会議」からなる政府の要請を認定した。革命議会は停戦し和平を受け入れることを満場一致で議決し、5月8日、アポリナリオ・マビニを首班とする革命内閣は、ペドロ・パテルノを首班とする新「和平」内閣に移行した。この時点でアントニオ・ルナ将軍はパテルノと殆どの閣僚を逮捕し、マビニと閣僚を復権させた。この後、委員会は「フィリピンは全く独立の準備ができておらず・・・フィリピン国民は存在せず異なる人民が集まっているだけである」と結論付けた。特別な要請には可能な限り速やかに両院議会や地方自治体の自治政府、無料の公立小学校の創設などの文民政府の創設があった。

### 第二次フィリピン委員会
1900年3月16日にマッキンリーが任命しウィリアム・タフトが委員長を務める第二次フィリピン委員会（タフト委員会）は、制限された権限同様に立法権を承諾した。9月1日、タフト委員会は立法機能を遂行し始めた。1900年9月から1902年8月にかけて499本の法律を公布し、最高裁判所などの司法制度を創設し、法典を作成し、公務員を組織した。1901年の地方自治法は、自治体首脳として勤める公に選出された大統領や副大統領、地方議員を定めた。自治体首脳は徴税し自治体の財産を維持し必要な建設事業を行うことに責任を負い、知事も選出した。

### 文民政府の創設

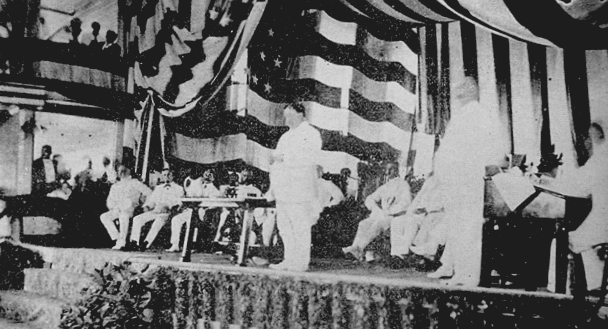
マニラ大オペラ館のフィリピン集会で聴衆に演説するウィリアム・タフト総督

1901年3月3日にアメリカ合衆国議会は（キューバに関するプラット修正案と共に）フィリピンに文民政府を創設する立法権限を大統領に与えるスプーナー修正案を含む陸軍支出法を可決した。この時に至るまで大統領は戦時権力を活かすことでフィリピンを統治していた。1901年7月1日、文民政府は文民知事としてウィリアム・タフトを就任させた。後に1903年2月3日に議会は文民知事の肩書を総督に改めることになる。
高度に中央集権化した学校制度は、教育の手段に英語を用いながら1901年に導入された。このことで教員の酷い欠乏を生じ、フィリピン委員会はアメリカ合衆国からフィリピンに教員600人（所謂トーマサイト）を派遣する公教育省を認可した。市民の義務と趣味のために人民を訓練する無料の初等教育は、マッキンリー大統領の命令毎にタフト委員会により施行された。またカトリック教会が廃止され、かなりの教会用地が買われ再分配された。
反煽動罪法が1901年に施行され、続いて反山賊法が1902年に施行された。

### 米比戦争の正式な終結
1902年7月のフィリピン基本法はフィリピン委員会を創設するマッキンリーの大統領令に賛成し承認し確認し、また上下二院制のフィリピン議会が選出された下院フィリピン集会と任命された上院としてのフィリピン委員会からなって創設されることを規定した。この法律は権利章典をフィリピンに広めることも目的として施行された。
1902年7月2日に戦争大臣はアメリカ合衆国の主権に対する反乱は終わりとなり地方の民政政府が創設され軍事総督事務所は廃止されたと電報を打った。7月4日、セオドア・ルーズベルトは1901年9月5日にマッキンリー大統領が暗殺された後に後任となっていて、騒乱に加わったフィリピン群島の全員に十分かつ完全な恩赦を宣言した。約25万人から100万人の民間人が戦時中に死亡し、殆どは飢餓と疾病によるものであった。
2002年4月9日、フィリピンのグロリア・アロヨ大統領は、ミゲル・マルバル将軍の降伏と共に1902年4月16日に米比戦争は終結したと宣言し、この日を全国的なワーキングホリデーとし、バタンガス州とバタンガス、リパ、タナウアンの各市では特別なノンワーキングホリデーとすると述べた。
キラム＝ベイツ条約はスールー王国を保護した。アメリカ軍もスペインの征服に抵抗した内陸の山岳地帯に対する支配を開始した。

### 1902年の武力衝突後
一部の出典は、ゲリラ部隊や準宗教武装集団、その他の抵抗集団が農村部を放浪し続けたために戦争は非公式には10年近く続きアメリカ軍やフィリピン保安部隊と衝突したことを示唆している。アメリカ軍とフィリピン保安部隊は1913年までこのような抵抗組織との武力衝突を続けた。この抵抗の一部は、自称後継者からフィリピン共和国まであった:200–202。1907年の法律は、「フィリピン群島における最近の反乱で用いられた」旗などの象徴を掲げることを禁止した。一部の歴史家は、この非公式の時代を戦争の一部とみなしている。

## 「島民政府」（1900年-1935年）

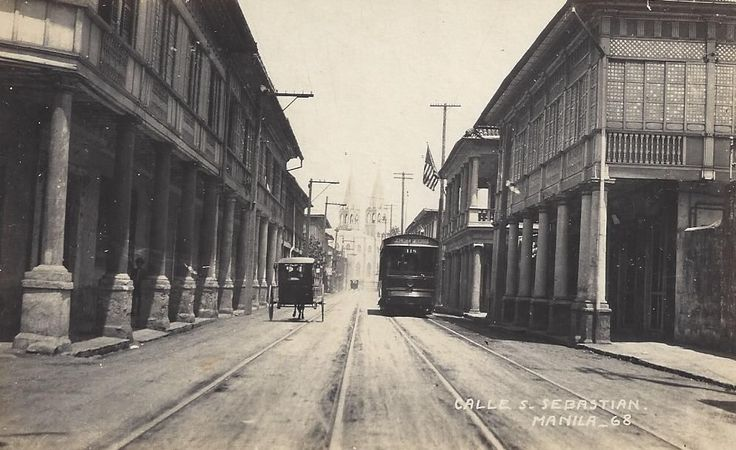
バハイナバト館のあるアメリカ時代のマニラのトランビア。カリェ・サン・セバスティアン（現在のフェリックス・イダルゴ通り）

アメリカ合衆国文民行政が知られるように1902年のフィリピン基本法は島民政府にとって憲法であった。このことは島民局に報告する地域政府の形態であった。この法律はアメリカ合衆国大統領や選出された下院フィリピン集会に任命された総督のために規定された。国教としてのカトリック教会も廃止した。修道士の身分を解決する取り組みでアメリカ合衆国政府はバチカンと交渉した。教会は修道士の住居を売ることに合意し、修道士にフィリピン人やスペイン人でない聖職者の緩やかな代用を約束した。しかし直ちにフィリピン群島から宗教的秩序を排除することを拒み、一部はスペインに不快感を与えることを避けた。1904年に当局は半分はマニラ周辺にある約166,000ヘクタール (410,000エーカー)にのぼる修道士の所有地の主だった部分を720万ドルで購入した。土地は結局はフィリピン人に再販売され、一部はテナントに大半は不動産所有者に売られた。パリ条約に基づきアメリカ合衆国は現行の所有権を尊重することに合意した。1902年に所有権を辿るトレンスシステムを導入し、1903年にアメリカ合衆国のホームステッド法を参考にした公共の土地法を可決し、個人が5年間居住することを基本に土地所有権を主張することを認めた。この制度は共に官僚制度を更に伸長できる広大な土地所有者に利益をもたらし、ホームステッドを主張する10分の1が賛成しただけであった。
フィリピンの港が戦後の10年間依然スペインの船に開放する一方で、アメリカ合衆国はフィリピン経済を自身の経済と平等にし始めた。社会経済学的期間においてフィリピンはこの時期堅実に発展した。1909年のアメリカ合衆国ペイン＝オードリッジ関税法はフィリピンとの自由貿易を規定した。外国貿易は1895年に6200万ペソに上っていて、13％はアメリカ合衆国との貿易であった。様々な熱帯病などのあらゆる原因の死亡率を1930年までにアメリカ合衆国自身の死亡率と同様の水準に減少させる健康管理制度が始まった。奴隷制や海賊行為、首狩りの習慣は、抑圧されたが、全てが消滅したわけではなかった。文化的な発展は、国民の帰属意識の継続的発展を強化しタガログ語は他の地方言語に勝り始めた:121。
人口調査が完了し発表されてから二年後、総選挙が大衆議会への代表の選択として行われた。選出されたフィリピン集会が両院議会の下院として1907年に上院であるフィリピン委員会と共に招集された。1907年から毎年フィリピン集会と後のフィリピン議会は、フィリピンの独立に向けた願望を表す決議案を議決した。

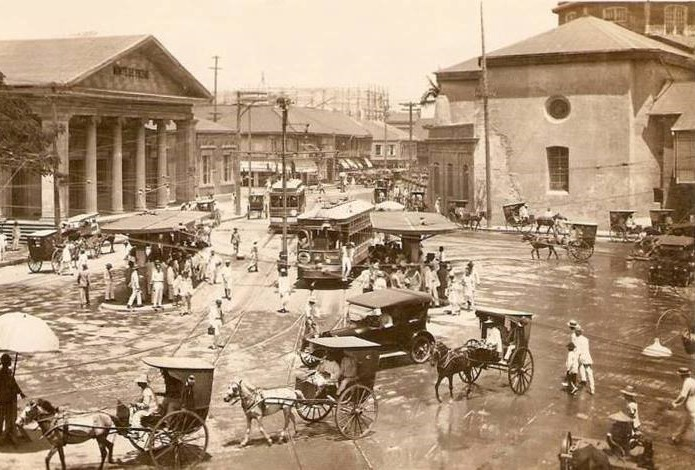
東のパリとして知られるマニラは、マニラ都市計画家ダニエル・バーナムにより更に注目された。ゴイティ広場（現在のラクソン広場）

マニュエル・ケソンとセルヒオ・オスメニャに率いられたフィリピンの民族主義者は、8年後のフィリピンの独立を規定する下書きの1912年のジョーンズ法案を熱狂的に支持したが、後に考え方を変え、独立条件よりも時間に焦点を当てない法案を選んだ。民族主義者はアメリカ合衆国からの完全かつ無条件の独立の保証なくアメリカの支配からの早過ぎる独立がフィリピンが日本の手に落ちる原因となるかもしれないと恐れたためにアメリカ合衆国からのこのような独立を要求した。ジョーンズ法案は書き換えられ、1916年に後に独立記念日となって議会を通過した。
正式にはフィリピン自治法だが一般にはジョーンズ法として知られるこの法律は、フィリピンにとって新しい基本法（または憲法）の役目を果たした。その前文はやがて将来なされるフィリピンの独立が安定した政府の創設を条件としてアメリカの政策であると述べた。法律はアメリカ合衆国大統領から任命されたフィリピン総督を維持したが、選出されたフィリピン集会（下院）に置き換えて二院制のフィリピン議会を創設し、任命制のフィリピン委員会（上院）を選出された上院に置き換えた。
フィリピンは第一次世界大戦では独立運動を延期し、ドイツと戦うアメリカ合衆国を支援した。戦後大いに活気づいて独立推進を再開した。1919年3月17日、フィリピン議会は自由かつ独立しようとするフィリピン人民の不屈の願望を述べる「決意表明」を可決した。独立委員会が解放の理想を達成する方法と手段を研究するために創設された。この委員会はアメリカ合衆国に独立使節を送ることを要請した。そこでアメリカ合衆国が確固とした政府が創設されるや否やフィリピンの独立を承認すると約束する米比両国民の間で「決意表明」は本当の約束または契約としてジョーンズ法に言及した。アメリカ合衆国のフランシス・バートン・ハリソンフィリピン総督は、フィリピン議会の報告で確固たる政府であることに同意していた。

### 独立使節団
フィリピン議会は1919年にアメリカ合衆国への独立使節団に資金を提供した。使節団は2月28日にマニラを出発し、ニュートン・ディール・ベイカー戦争大臣とアメリカ合衆国で会い、自分達の事例を紹介した。1921年の議会への離任の挨拶でアメリカ合衆国のウッドロウ・ウィルソン大統領は、フィリピン人民は独立への必須条件として課した条件を成し遂げたと正式に証明し、これは成し遂げられたが、アメリカ合衆国の義務はフィリピンの独立を承認することだと宣言した。共和党は当時議会を支配し、離任する民主党大統領の要請は、無視された。
第一次独立使節団の後でこのような使節団への公費支出は違法であると決定された。1922年、1923年、1930年、1931年、1932年の続く独立使節団と1933年の二度の使節団は、有志の寄付で賄われた。様々な独立法案がアメリカ合衆国議会に提案され、1932年12月30日にハレ＝ホーズ＝カッティング法案が通過した。ハーバート・フーヴァーアメリカ合衆国大統領は1933年1月13日に法案に対し拒否権を行使した。議会は1月17日に拒否権を覆し、ハレ＝ホーズ＝カッティング法がアメリカ合衆国の法律になった。この法律は10年後のフィリピンの独立を約束したが、フィリピンの輸出に関税と割り当てを課すのと同様にアメリカ合衆国のために軍事基地を数か所留保した。この法律は法律を批准する元老院も必要とした。マニュエル・ケソンはフィリピン元老院に法案を拒絶するよう要請し、実行された。ケソン自身は条件の良い独立法を確保するためにワシントンに第12次独立使節団を率いた。結果は比較的重要でない部分を除いたハレ＝ホーズ＝カッティング法に似通った1934年のフィリピン独立法であった。フィリピン独立法はフィリピン上院により拒絶された。この法律は1946年までにフィリピンの独立を保障するよう規定した。
フィリピン独立法は憲法の下書きと指針とフィリピンの独立を保障する前のフィリピン・コモンウェルスとして10年間の「移行期間」を規定した。1934年5月5日、フィリピン議会は代表選挙を定める法律を可決した。フランク・マーフィー総督は選挙日として7月10日を指定し、議会は7月30日に開会式を行った。完全な憲法の下書きが1935年2月8日に議会から承認され、3月23日にフランクリン・ルーズベルトアメリカ合衆国大統領により承認され、5月14日に国民投票で拒絶された。憲法に基づく最初の選挙が7月17日に行われ、1935年11月15日、フィリピン・コモンウェルスが設置された。

## フィリピン・コモンウェルス（1935年-1946年）コモンウェルス時代（1935年-1946年）

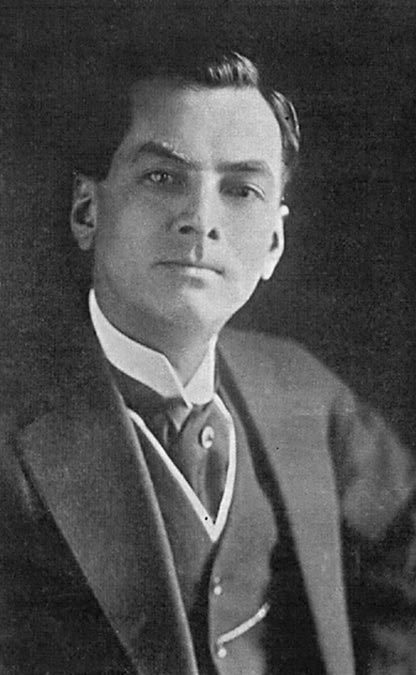
初代フィリピン元老院議長を務めたマニュエル・ケソンがコモンウェルスの初代大統領に選出された。

1935年から1946年の時代はその間に保障される自治における大きな許容度である完全な独立に向けた平和的な移行に必要な最終調整に充てられることが計画された。その代わりにフィリピンの独立に向けた計画を延期する日本との戦争があった。
1935年5月14日、フィリピン・コモンウェルスの新たに創設された大統領を選ぶ選挙は、マニュエル・ケソン（国民党）が勝利し、フィリピン政府が表向きアメリカ合衆国憲法同様の信念を基本として形成された。1935年に創設されたフィリピン・コモンウェルスは、1901年以降初めて全フィリピン人からなる非常に強い行政部や一院制の国民議会、最高裁判所を特徴とした。
ケソンの優先事項は、防衛と社会正義、不平等と経済の多様化、国民気質であった。タガログ語が国語に指定され、女性の選挙権が施行され、土地改革が議論された。新政府は国民防衛や経済に関する大きな管理、教育改革、輸送改善、ミンダナオ島の植民地化、地方資本と工業化の発展に向けた基礎を作りながら野心的な議題に乗り出した。しかしフィリピン・コモンウェルスは土地利用に関する騒乱や東南アジアの不安定な外交状況や軍事情勢、将来のフィリピン共和国に対するアメリカ合衆国の関与の度合いにも直面した。
1939年-1940年、フィリピン憲法が二院制議会を復活させて改正され、以前は一期6年の任期に厳格であったが、ケソン大統領の再選を認めた。
1940年から1941年にかけてフィリピン当局はアメリカ当局の支援を受けて土地改革に賛成するパンパンガの市長数名の事務所を廃止した。1946年の選挙後にアメリカ合衆国に特別の経済的な扱いをすることに反対する一部の立法府が事務所を置くことを妨げられた。
フィリピン・コモンウェルス時代にプエルトリコが今日行っているようにフィリピンは選出された住民委員一名をアメリカ合衆国下院に送った。

## 日本の占領と第二次世界大戦（1941年-1945年）

フィリピン群島コレヒドール島のフィリピン軍と米軍の投降兵

1941年12月7日の日本の真珠湾攻撃の数時間後、12月8日に数都市とアメリカ合衆国の軍事基地で空襲を開始し、12月10日、最初の日本軍が北部ルソンに上陸した。第6追撃飛行大隊の3人のP-26「豆鉄砲」戦隊の戦いを指揮したフィリピンの操縦士ヘスス・A・ビリャモル大尉は、それぞれ27基の2つの敵編隊を攻撃し優秀な日本の零式艦上戦闘機を撃墜することでアメリカ合衆国の殊勲十字章を授与されて勇名を馳せた。セサル・バサ中尉とヘロニモ・アクラン中尉が操縦するこの戦いにおける別の2機は、撃墜された。
日本軍が優勢であったので、マニラは破壊を避ける無防備都市宣言を行い、その間に政府はコレヒドール島に移動した。1942年3月、マッカーサー将軍とケソン大統領は、フィリピンから脱出した。ゲリラ部隊が可能な限り日本を苦しめ、日本が決して島の広大な部分を支配できないルソンでは現地の抵抗組織は十分に強かった。
アメリカ合衆国極東軍（USAFFE）司令官ダグラス・マッカーサー将軍は、バターンに撤退せざるを得なかった。マニラは1942年1月2日に日本に占領された。バターンの陥落は、マニラ湾の湾口でコレヒドール島と共に1942年4月9日で、5月6日に降伏した。バターン死の行進やマニラ大虐殺などの残虐行為や戦争犯罪がこの戦争中に行われた。

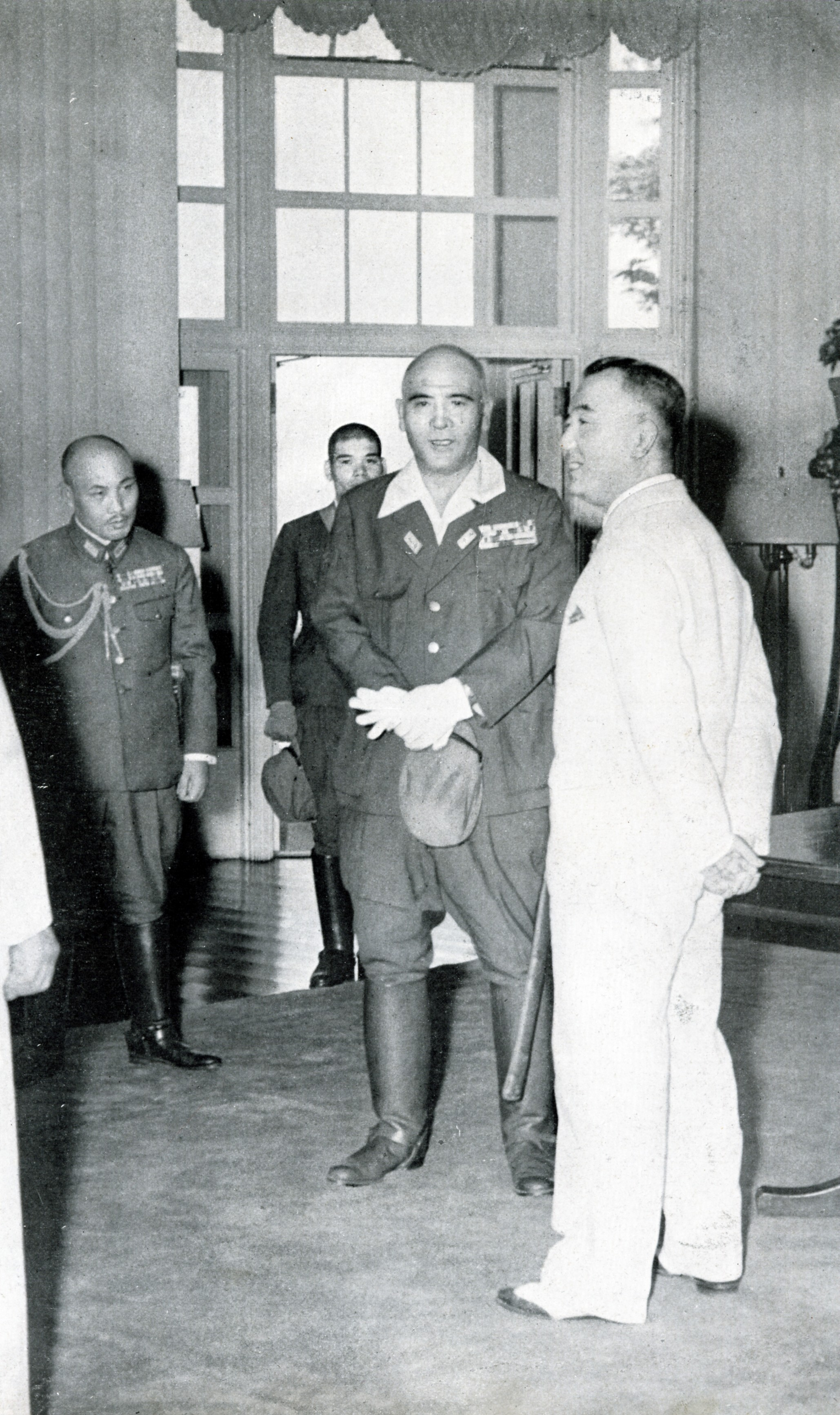
1943年2月20日のフィリピン行政委員会議長ホルヘ・B・ヴァルガスと大日本帝国陸軍中将本間雅晴の会談

この時までにフィリピン・コモンウェルス政府は、ルーズベルト大統領の招待を受けてワシントンD.C.にフィリピン・コモンウェルス亡命政府として亡命していたが、多くの政治家は残り、占領する日本に協力した。フィリピン・コモンウェルス軍はゲリラ戦で日本と戦い続け、アメリカ合衆国軍の予備部隊とみなされた。フィリピン防衛勲章や独立勲章、解放勲章のようなフィリピン・コモンウェルス軍事賞がアメリカ合衆国軍とフィリピン軍の双方に贈られた。
ホセ・ラウレルのフィリピン第二共和国が傀儡政権として作られた。1942年から日本のフィリピン占領は、大規模な地下ゲリラ活動により抵抗を受けた。中央ルソンで農民により結成された共産主義ゲリラ活動フクバラハップは、戦いの大勢を占めた。フク団としても知られるフクバラハップは、侵略者に抵抗し、日本に協力する人々を罰したが、良く訓練された組織はなく、後にマニラ政府への脅威と見られた。マッカーサーが戻るまでに48州の内僅か12州に限ってゲリラ活動は有効に日本の支配を衰退させていた。
1944年10月、マッカーサーはフィリピン奪還を開始する十分な援軍と物資を集めていて、ケソンの死後に大統領になっていたセルヒオ・オスメニャと上陸した。フィリピン保安部隊はコモンウェルス政権の下で解放運動中の1944年10月28日にフィリピン・コモンウェルス軍の下で活動を開始した。
沈没した艦船の総トン数によると史上最大の海戦レイテ沖海戦が連合軍が大日本帝国からフィリピンを開放し始めると起こった。フィリピン群島における戦いは、長く激しい戦いを引き起こし、日本の一部は、1945年9月2日に大日本帝国が正式に降伏した後も戦い続けた。
上陸後にフィリピン軍とアメリカ軍も日本の占領と戦うために設立されたフク団活動を抑圧する措置に着手した。フィリピン軍とアメリカ軍は、地域のフク団政府を排除し、多くの幹部級のフィリピン共産党党員を収監した。この出来事が起きる一方で、依然日本軍との戦闘があり、フク団に対するアメリカとフィリピンの対策の一方で、依然日本と戦うアメリカ兵とフィリピン兵を支援した。
連合軍は1945年に日本を破った。戦争終結までに（正規軍兵士や承認されたゲリラ、一般市民を含む）100万人を超えるフィリピン人が戦時中に死亡したと推計されている。フィリピン高等弁務官の1947年の最終報告は、殆どのココナッツ工場と砂糖工場に大規模な損害を与えたとし、島嶼間海運は全て破壊されるか廃止されていて、コンクリート製高速道路は軍用空港として使われたために破壊され、鉄道は正常には動かず、マニラは80％が破壊され、セブ島は90％が破壊され、サンボアンガは95％が破壊された。

## 独立（1946年）

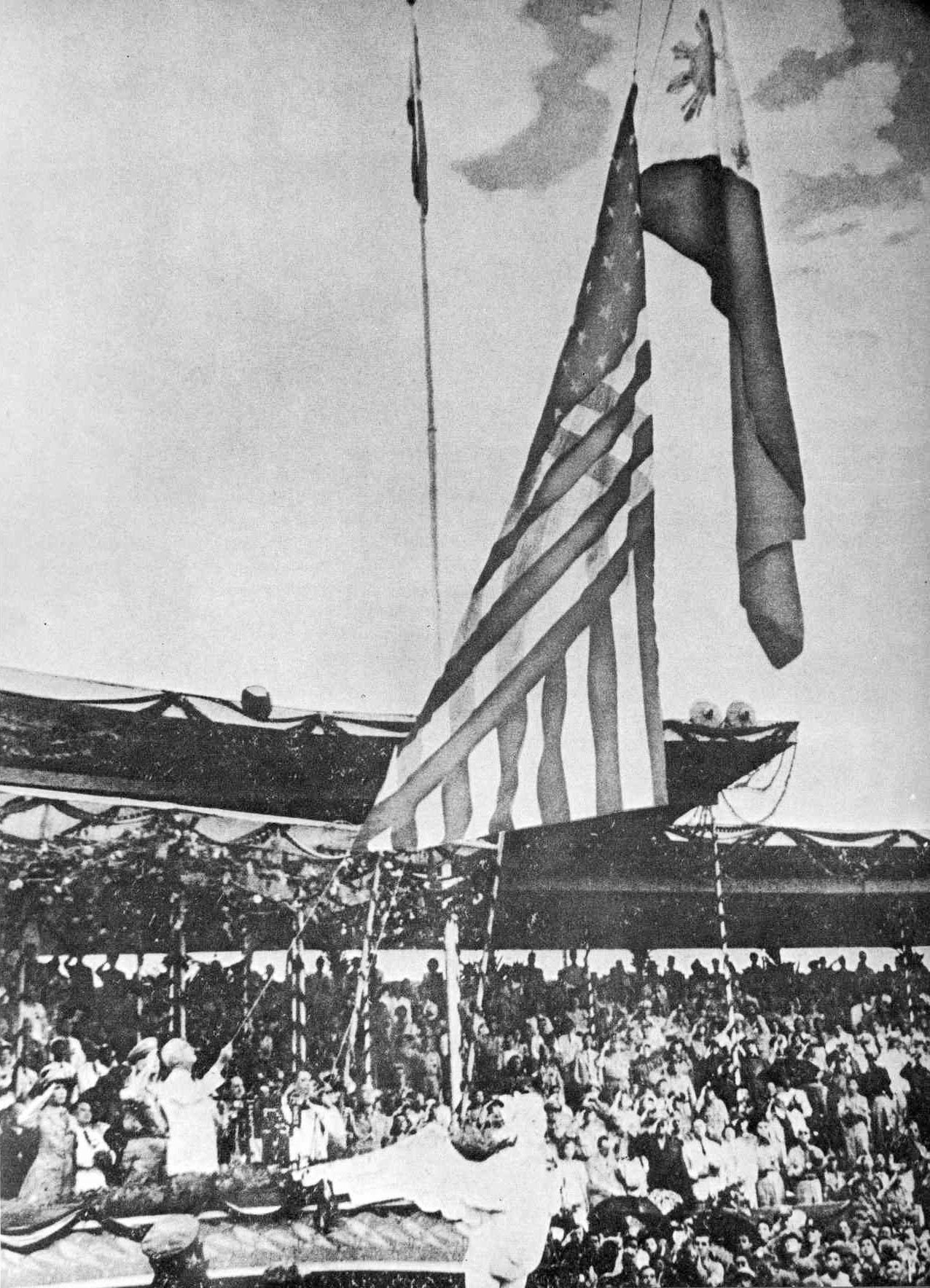
フィリピンの独立（1946年7月4日）。フィリピンの旗が掲げられる一方でアメリカ合衆国の旗が降ろされている。

1945年10月11日、フィリピンは国際連合の創立国の一つになった。1946年7月4日、フィリピンは正式にマニュエル・ロハスが大統領の時代にアメリカ合衆国政府とフィリピン政府の間でマニラ条約を通じて独立国としてアメリカ合衆国から承認された。条約はフィリピン共和国の独立承認とフィリピン群島に関するアメリカ合衆国の主権の放棄を規定した。1946年から1961年にかけて独立記念日は7月4日に祝った。1962年5月12日、マカパガル大統領は大統領布告第28号を発し、1962年6月12日火曜日をフィリピン全土で特別な公の休日として宣言した。1964年、共和国法第4166号は独立記念日の日付を7月4から6月12日に変更し、7月4日の休日をフィリピン共和国の日と改名した。

## 第二次世界大戦帰還兵給付金
第二次世界大戦で20万人を超えるフィリピン人の半数以上が死亡した軍事作戦における太平洋戦域で日本に対するアメリカ合衆国の防衛戦で戦った。戦前と戦中のアメリカ合衆国のコモンウェルスとしてフィリピン人は法律的にアメリカ国籍であった。アメリカ国籍と共にフィリピン人はアメリカ合衆国軍に勤める人々に与えられる全ての恩恵を約束されていた。1946年、議会は約束された恩恵をフィリピン人から奪う無効法（合衆国法典第38編第107条 38 U.S.C. § 107）を可決した。
無効法の可決から多くのフィリピン人帰還兵は、勤務と犠牲で約束された恩恵のために議会にロビー活動するためにアメリカ合衆国を訪れている。3万人を超えるそのような帰還兵は、殆どはアメリカ合衆国市民として暮らしながら今日アメリカ合衆国で暮らしている。社会学者はこのフィリピン系アメリカ人の状態を言い表す「第二級帰還兵」という言葉を導入した。1993年の初めに委員会で否決されただけのフィリピン帰還兵公正法と題する数多の法案がこうした帰還兵から奪った恩恵を戻すために議会に提出された。2009年2月17日に法律として署名された2009年アメリカ復興・再投資法が15000人の残る帰還兵に給付金を支払う規定があった。
2011年1月6日に2008年から議員のカリフォルニア州第12選挙区選出のジャッキー・スピアーは、フィリピン人の第二次世界大戦の帰還兵をアメリカ合衆国の帰還兵が得られるのと同じ恩恵に値するようにするよう要請する法案を提出した。法案の要点を述べる記者会計でスピアーは約5万人のフィリピン人帰還兵がいると見積もった。